# FBB (F6FBB)
Pour les articles homonymes, voir FBB.
FBB est un logiciel gratuit et open source de Bulletin Board System destiné aux transmissions packet des radioamateurs. Ecrit en Langage C , il permet de faire transiter des messages AX.25 sur le réseau packet radio, en VHF et en HF, sur le réseau PACTOR vers/de Internet, et fonctionne sous Linux, MS-DOS et Windows. Existant depuis 1986 et constamment maintenu, il peut être rapproché de DPBOX et du système Winlink, avec lesquels il est compatible (Routage des mails par le FBB forwarding protocol). Il intègre par ailleurs l'adressage hiérarchique des BBS.
Son nom provient de l'indicatif radio de son auteur Jean-Paul ROUBELAT, F6FBB.